# Народний дім
Наро́дний дім — приміщення для організації культурно-просвітницької діяльності, збудований здебільшого на кошти громад, меценатів і спонсорів, товариства (наприклад «Просвіта» в Галичині).

## Народні доми в Галичині
Народні доми діяли в селах і містах Галичини від 2-ї половини 19 ст. При народному домі як правило працювали бібліотеки й читальні, аматорські художні колективи, зокрема драматичні та хорові, подекуди духові оркестри. До 1939 у багатонаціональній Галичині народні доми були центрами збереження національної ідентичності української культури і будувалися на народні гроші.
За радянської влади народні доми було заборонено. Їх функцію виконували клуби та будинки культури. Від 1991 почалося перейменування клубів, Будинків культури на народні доми, це є загальною тенденцію для всієї Галичини (сучасні Івано-Франківська, Львівська і Тернопільська області).
Нині це часто пам'ятки архітектури. Так, приміром, на Тернопільщині збережено понад 250 приміщень народних домів, збудованих до 1939.

## Народні доми в діаспорі

### Австралія
В Австралії народні доми використовуються як осередки громадсько-культурного життя українців Австралії. Вони були створені і проваджені за зразком з українських земель, головно народних домів товариства «Просвіта» в Галичині. В Австралії від 1948 року вже початки організованого життя вимагали приміщень для ведення різноманітної культурно-освітньої і мистецької праці новоприбулих іммігрантів. На перших порах використовувалися винайманні залі римо-католицьких шкіл та харитативних організацій. Де були матеріальні можливості, українці купували бодай невеликі будинки та їх переобладнували для товариських зустрічей, проб хору, суботніх шкіл, а в деяких споруджували сцени для концертів і виступів театр, груп. Згодом самі будували для цього окремі доми чи ґрунтовно перебудовували закуплені будинки; деякі з них були репрезентативними.
Функції народного дому виконують і деякі церковні осередки, а також будинки окремих організацій. В більшості народні доми є тепер товарисько-розвагові клюби, де іноді продають їжу і напої.

## Світлини

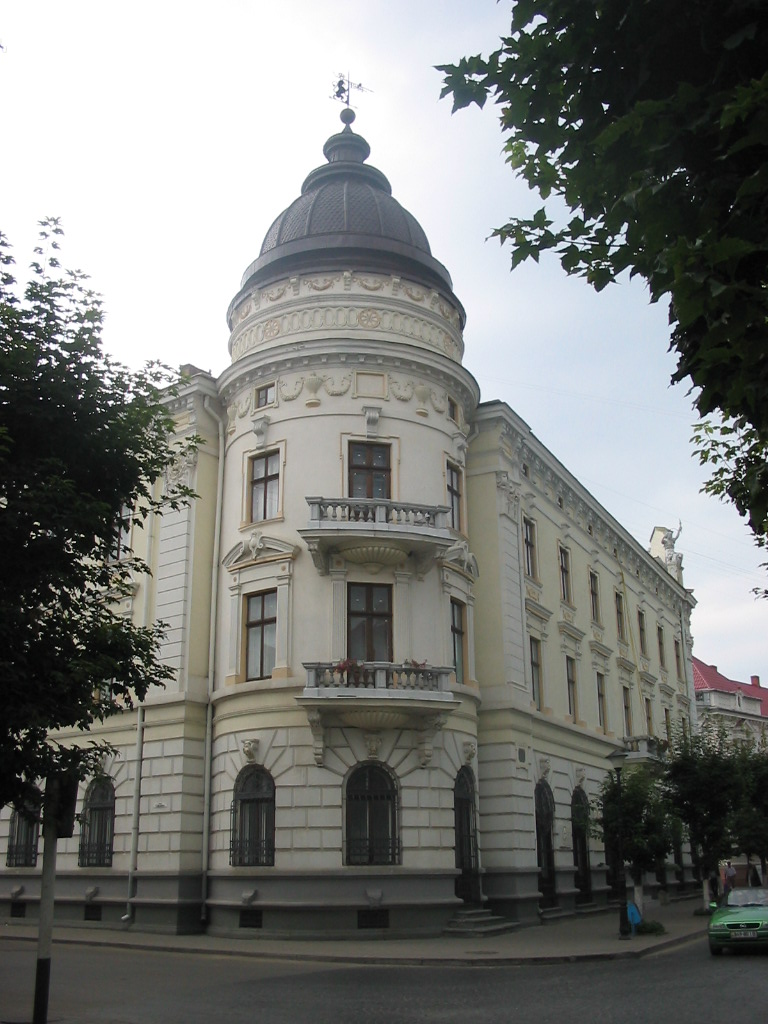
Народний дім, Коломия
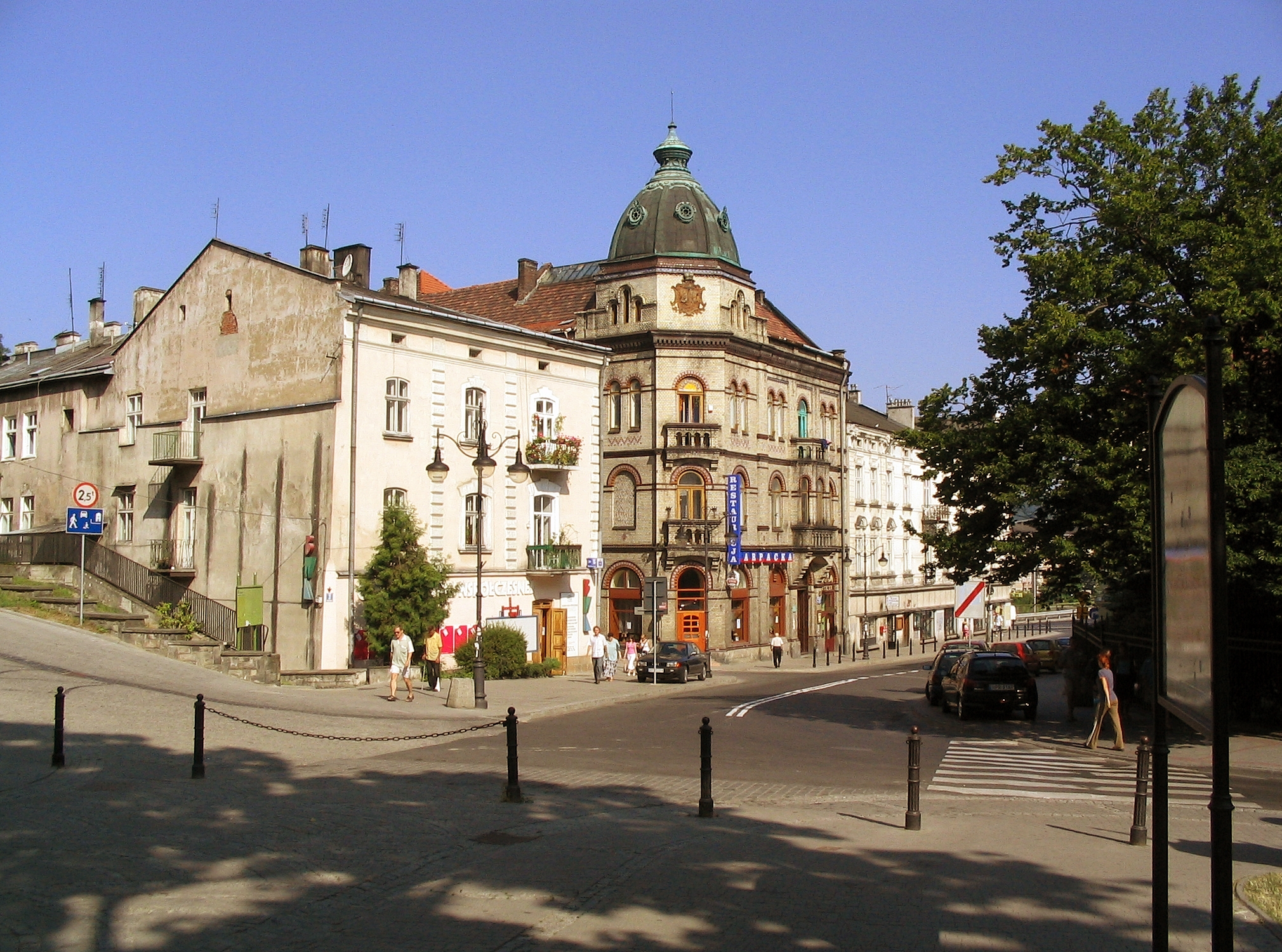
Український народний дім, Перемишль
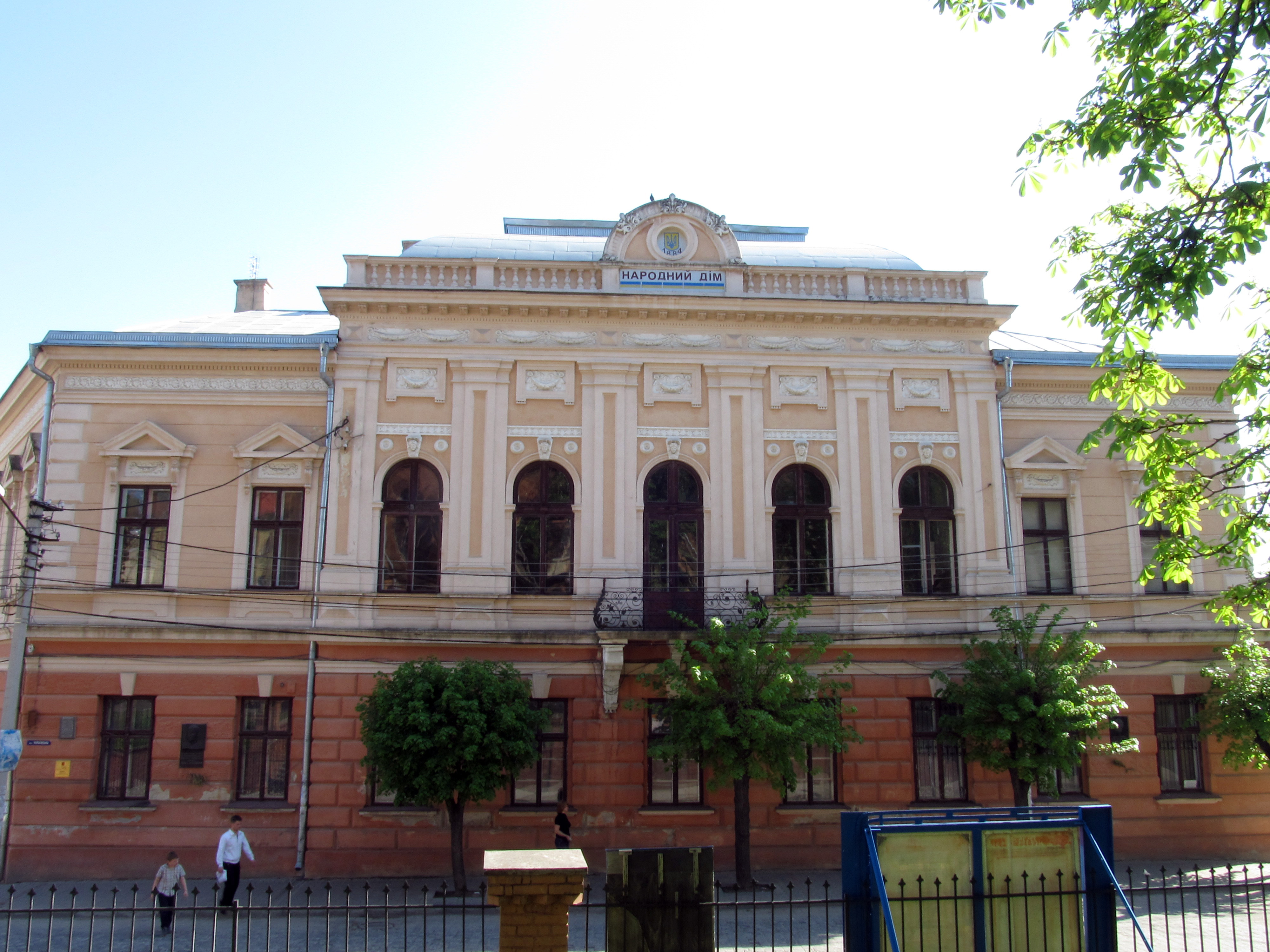
Український народний дім, Чернівці
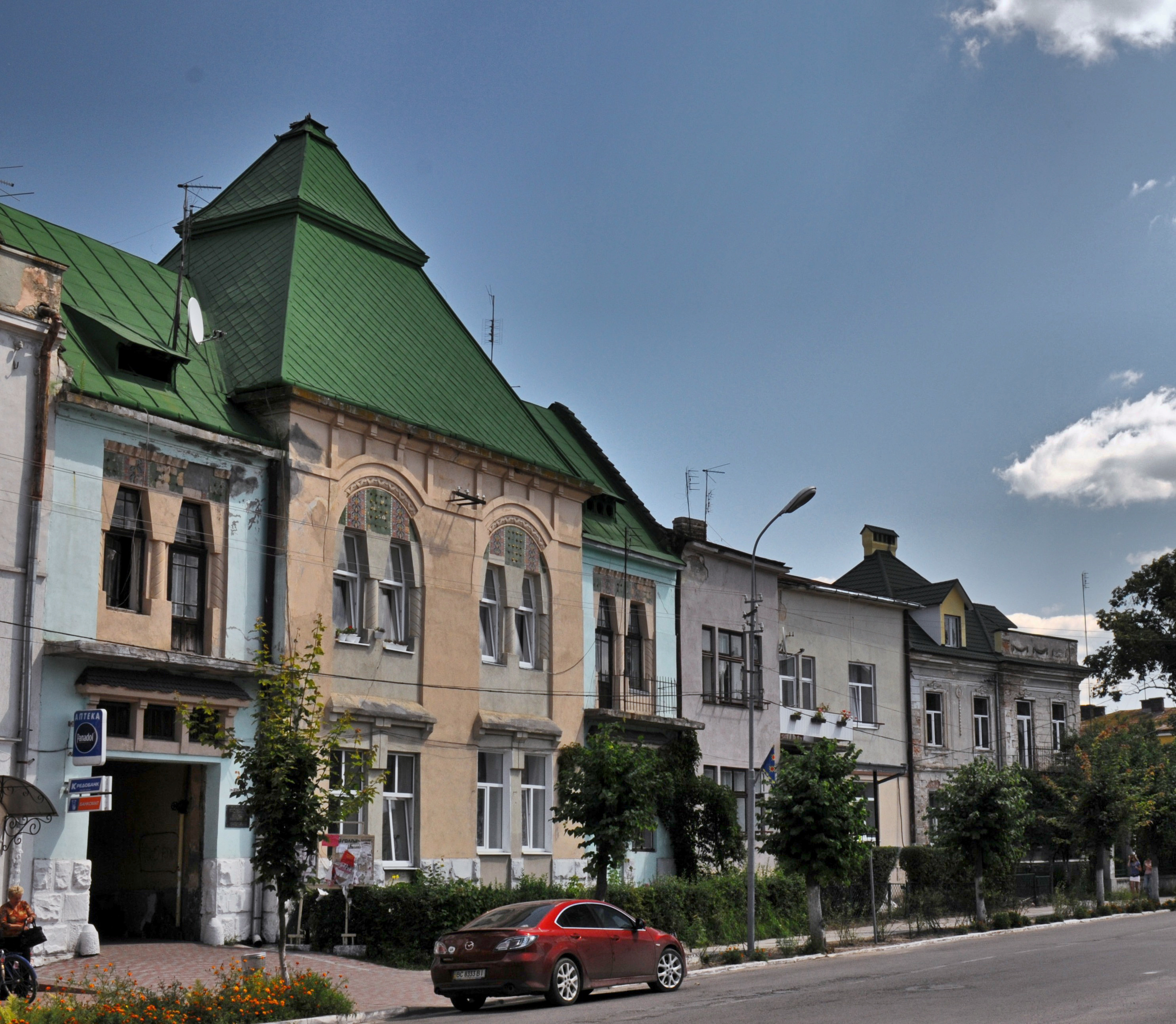
Народний дім, Кам'янка-Бузька
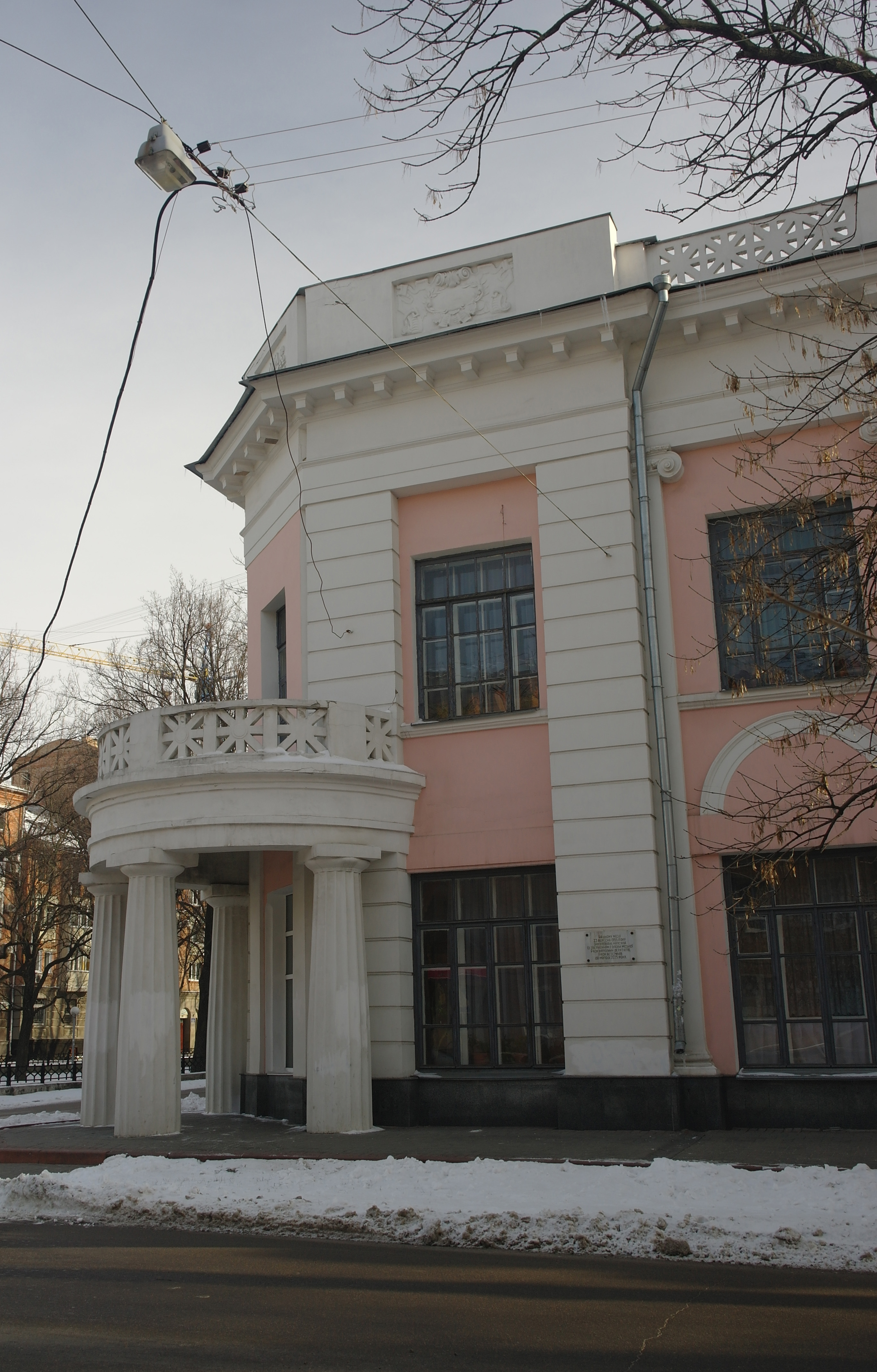
Народний дім імені Володимира Короленка в Полтаві
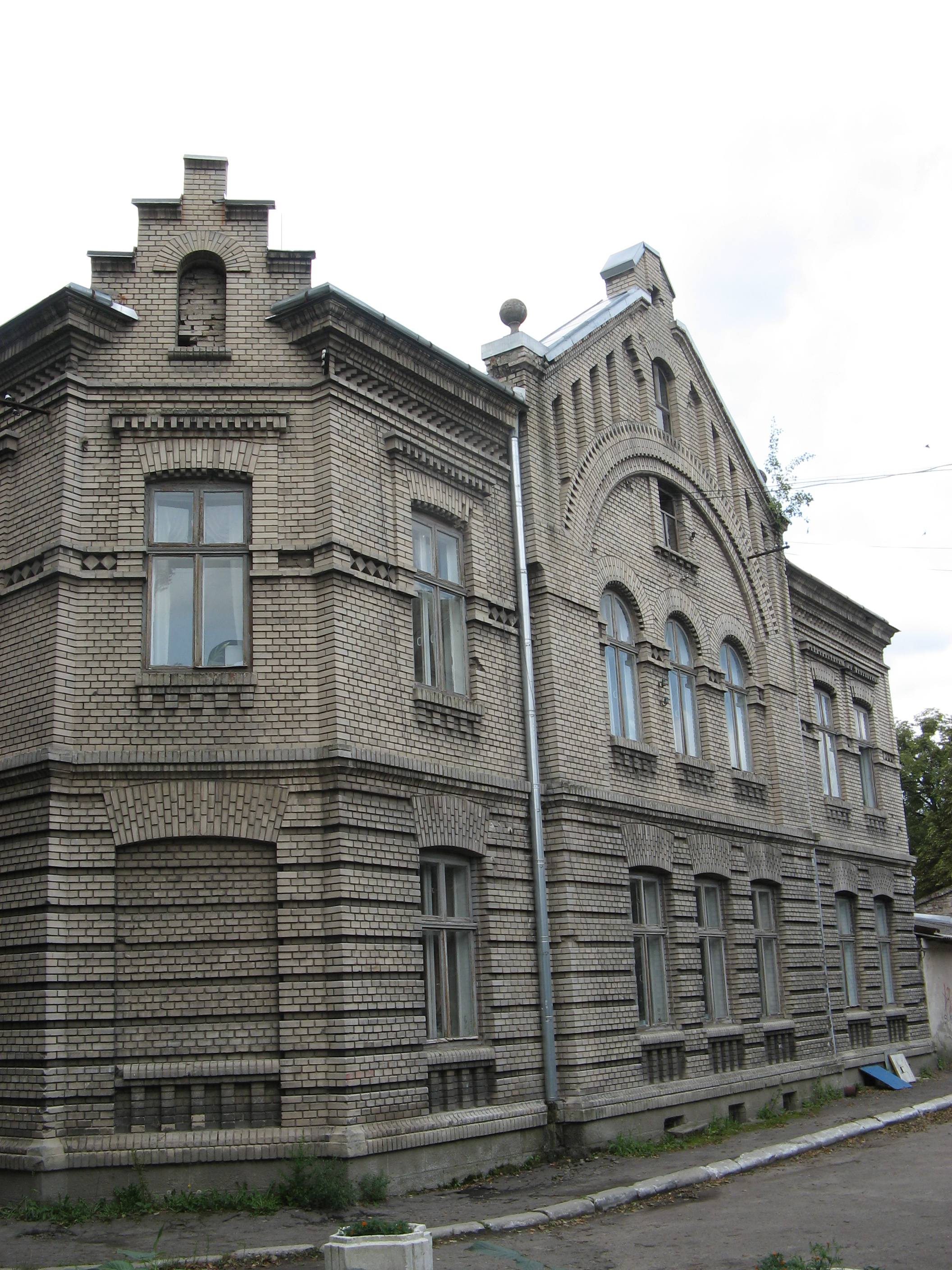
Народний дім «Просвіта», Броди
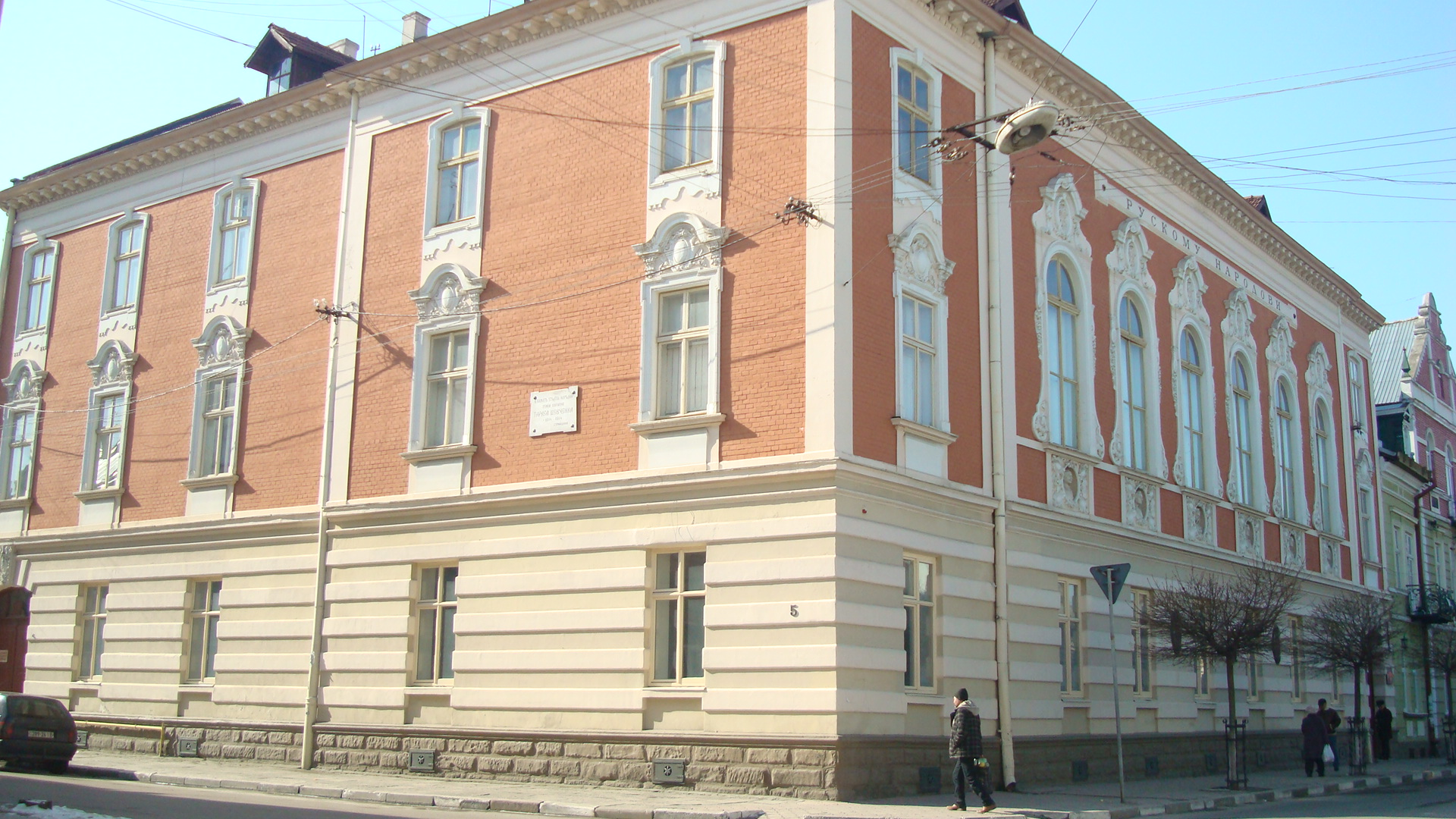
Народний дім, Стрий
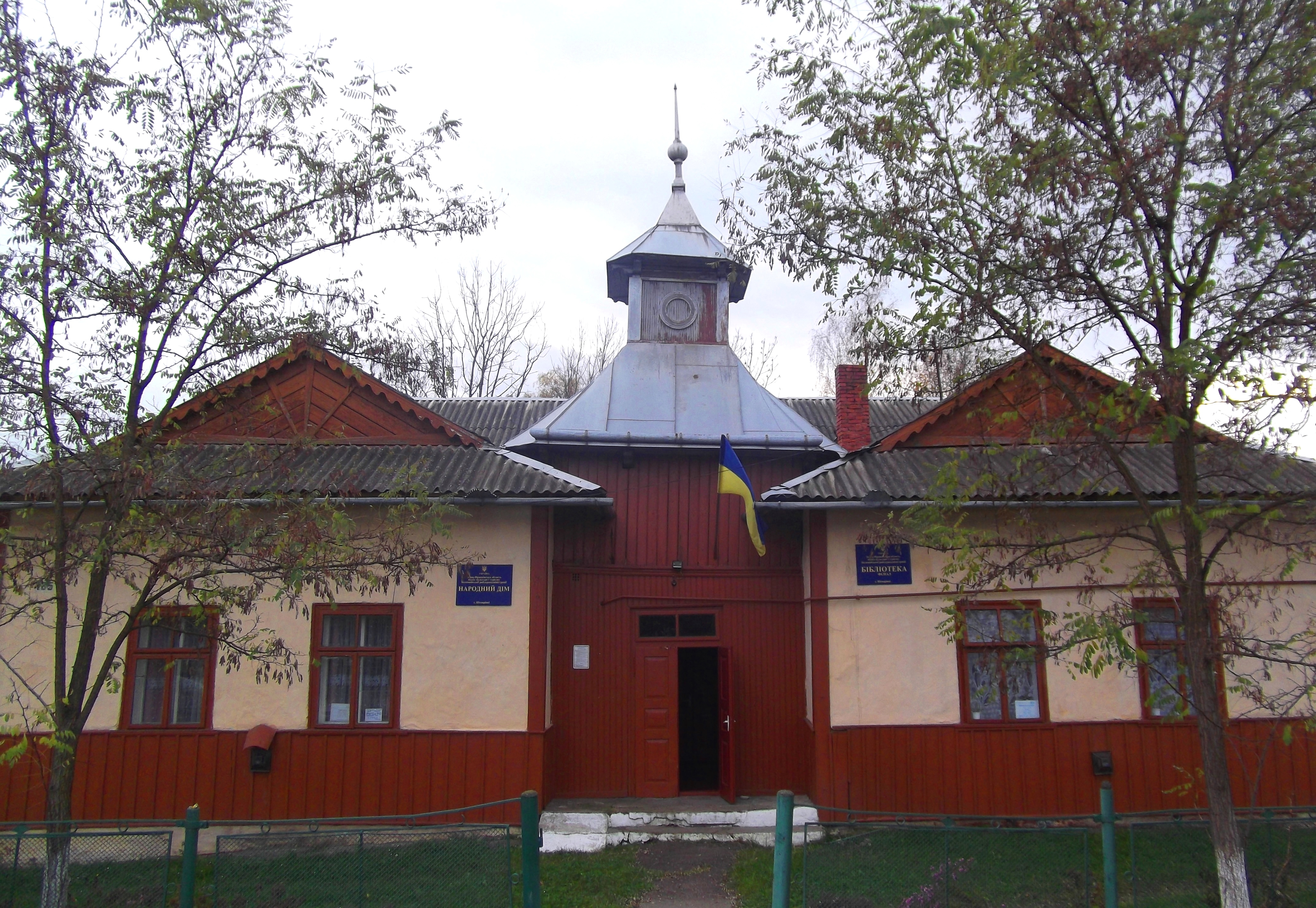
Народний дім і книгозбірня, Шепарівці
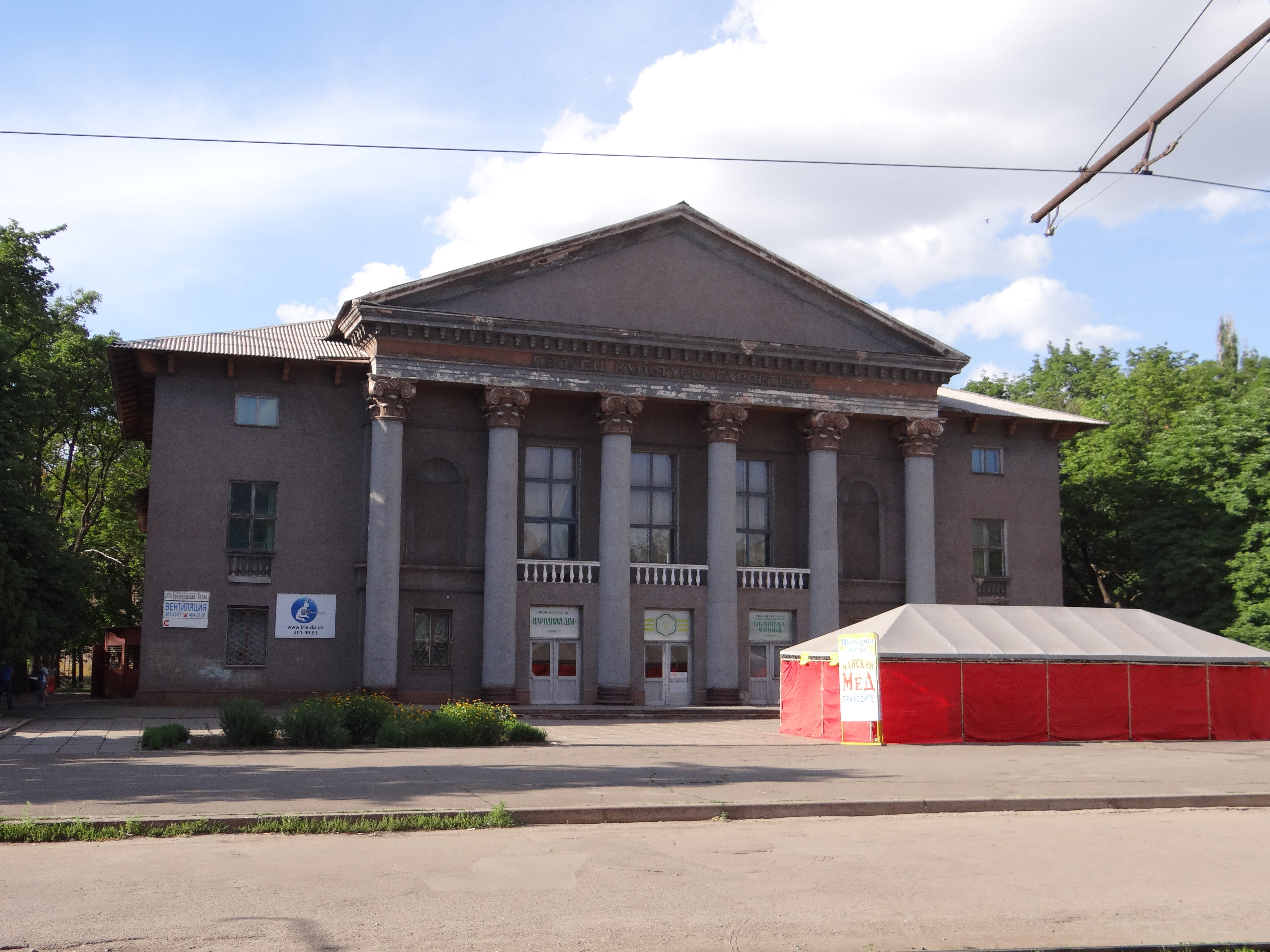
Народний дім, Перша дільниця
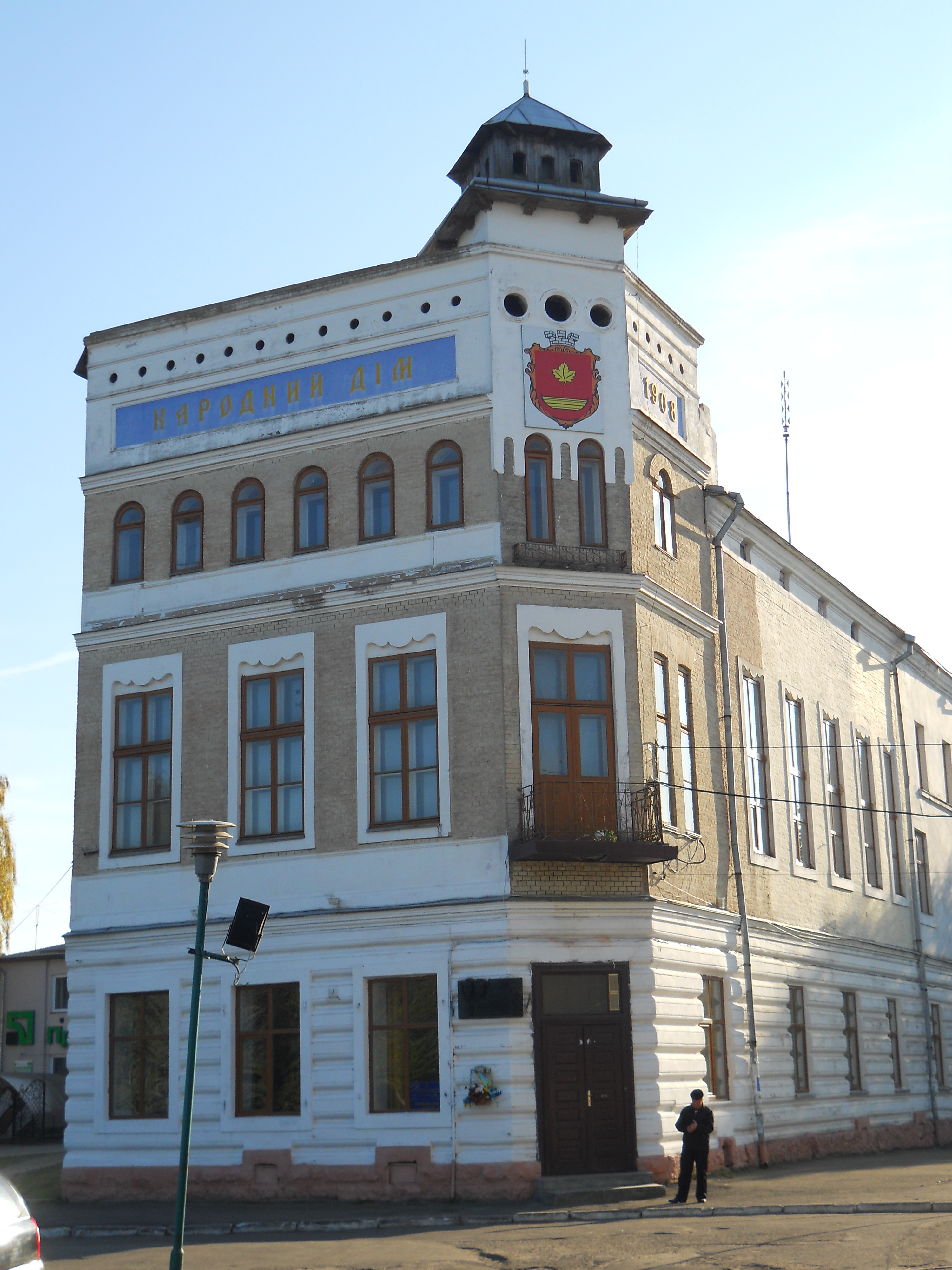
Народний дім, Яворів
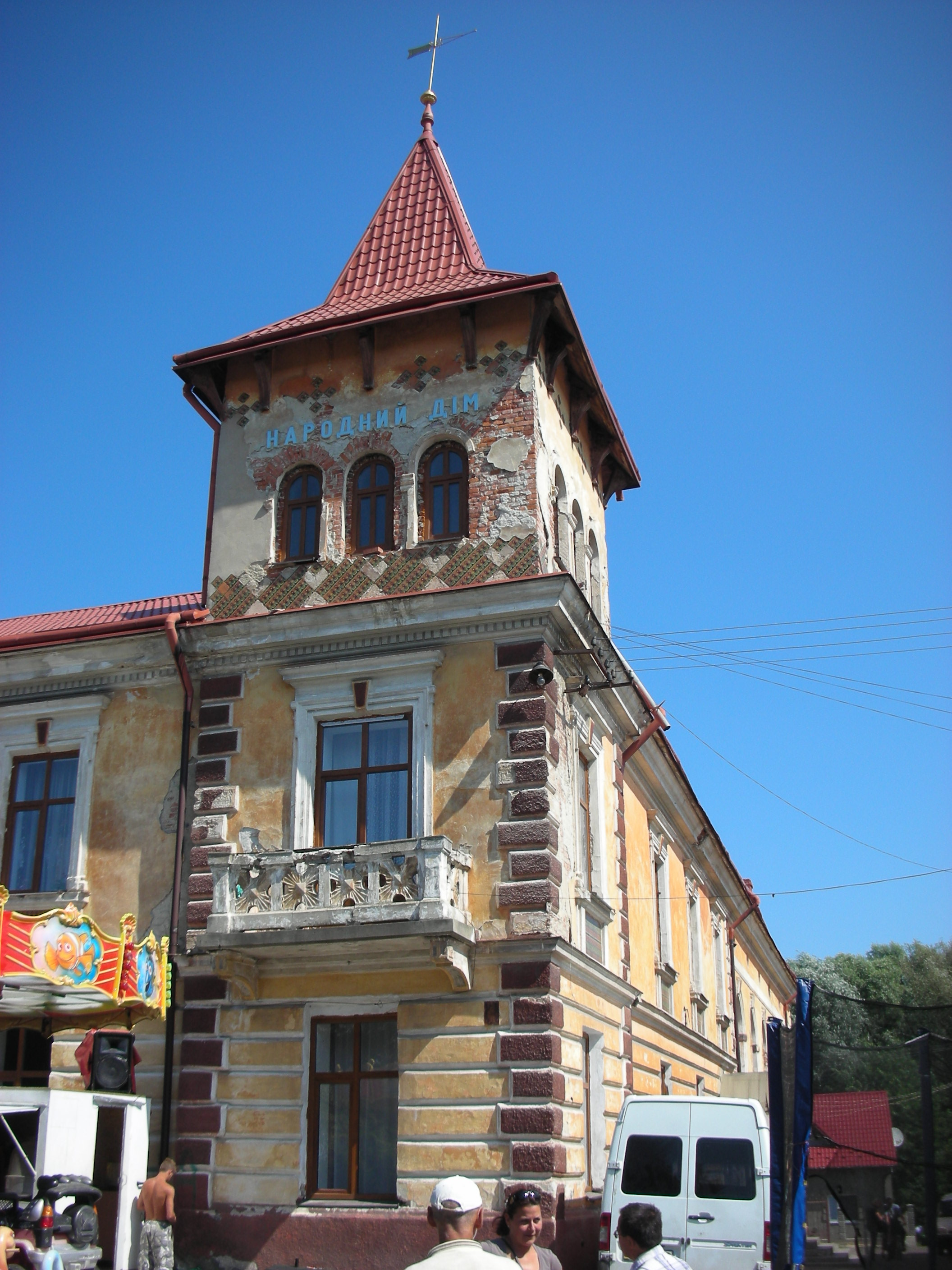
Народний дім, Судова Вишня
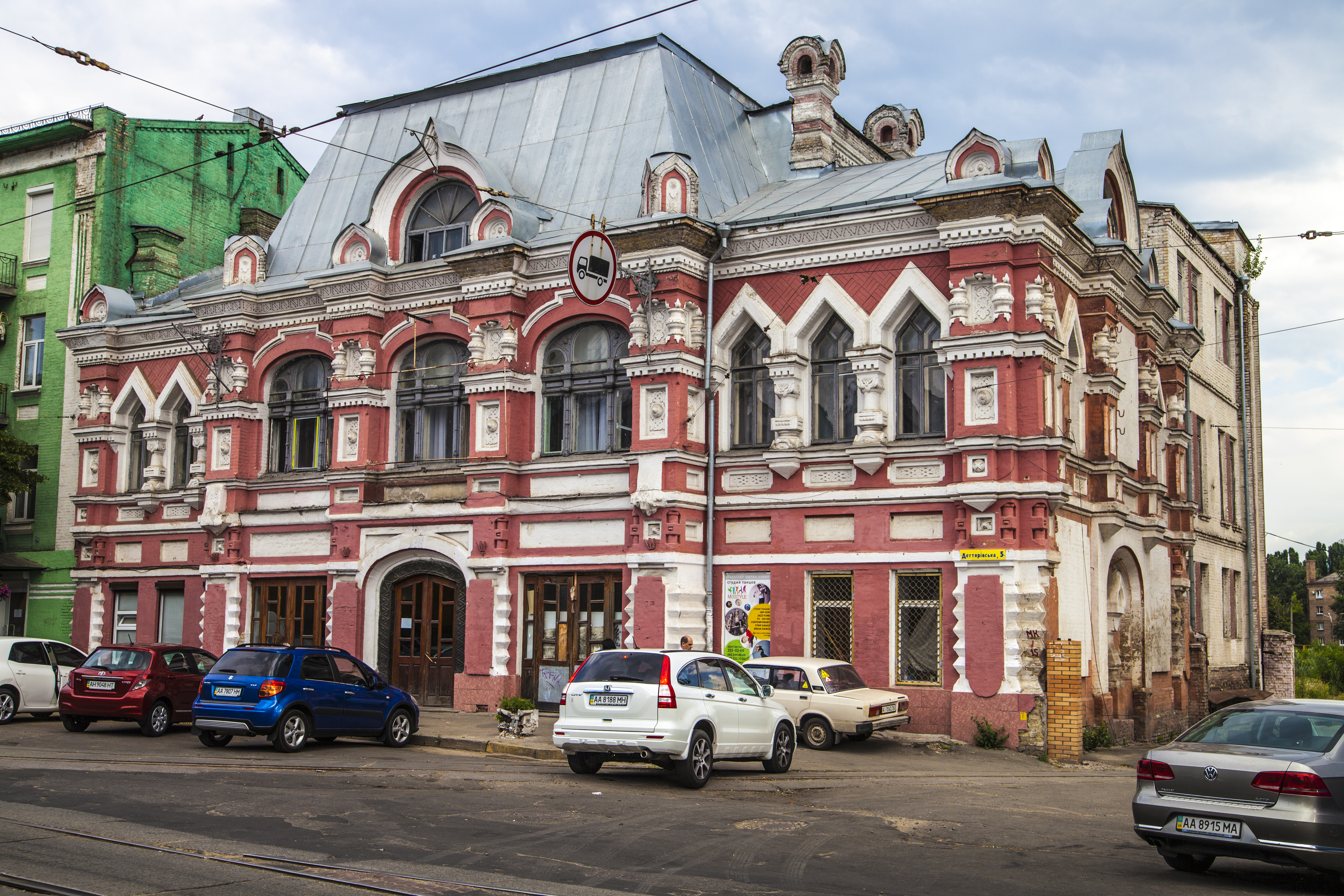
Лук'янівський народний будинок, Київ
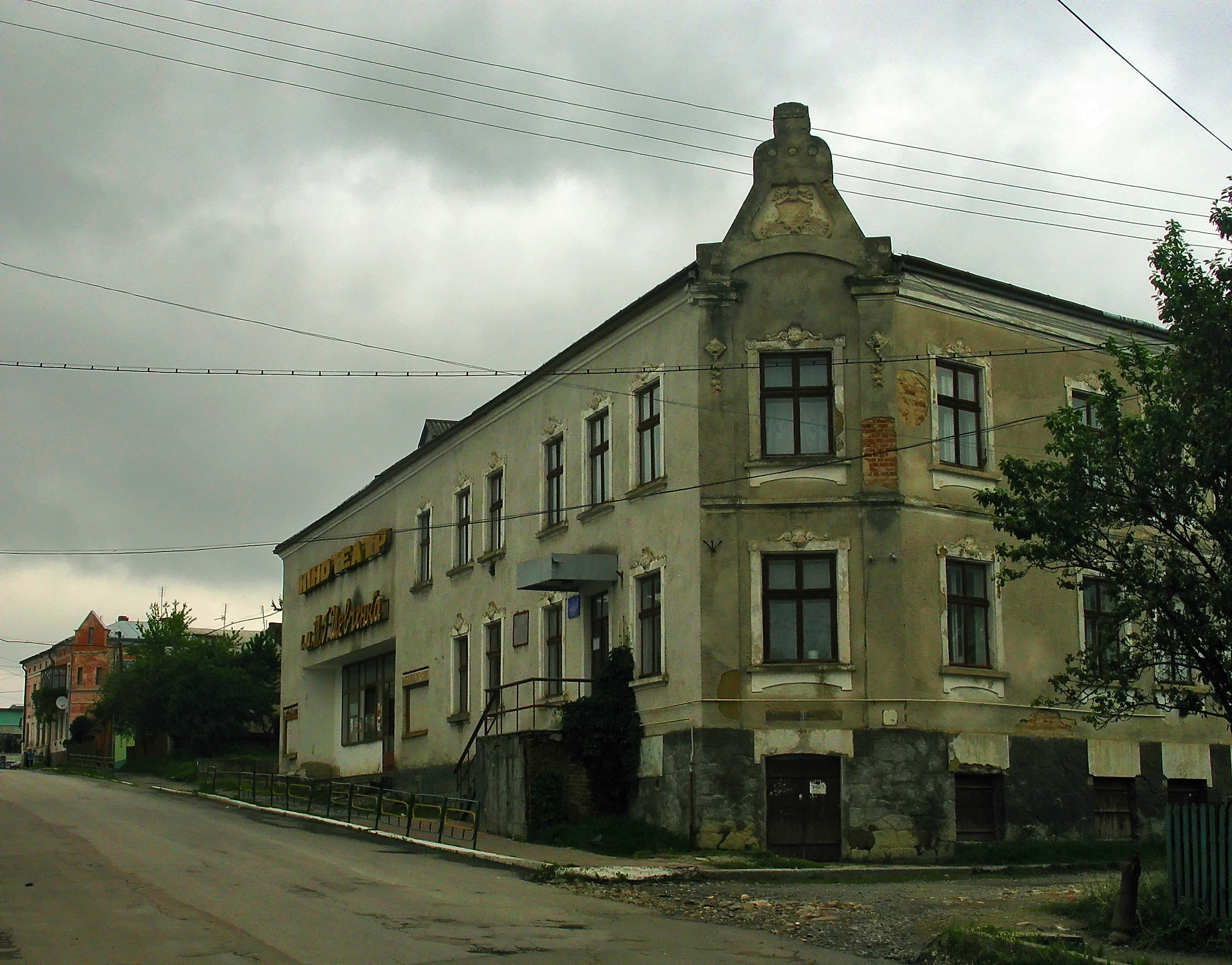
Народний Дім у Копичинцях
Народний дім «Bow Hill[en]», Мерсер (округ, Нью-Джерсі)
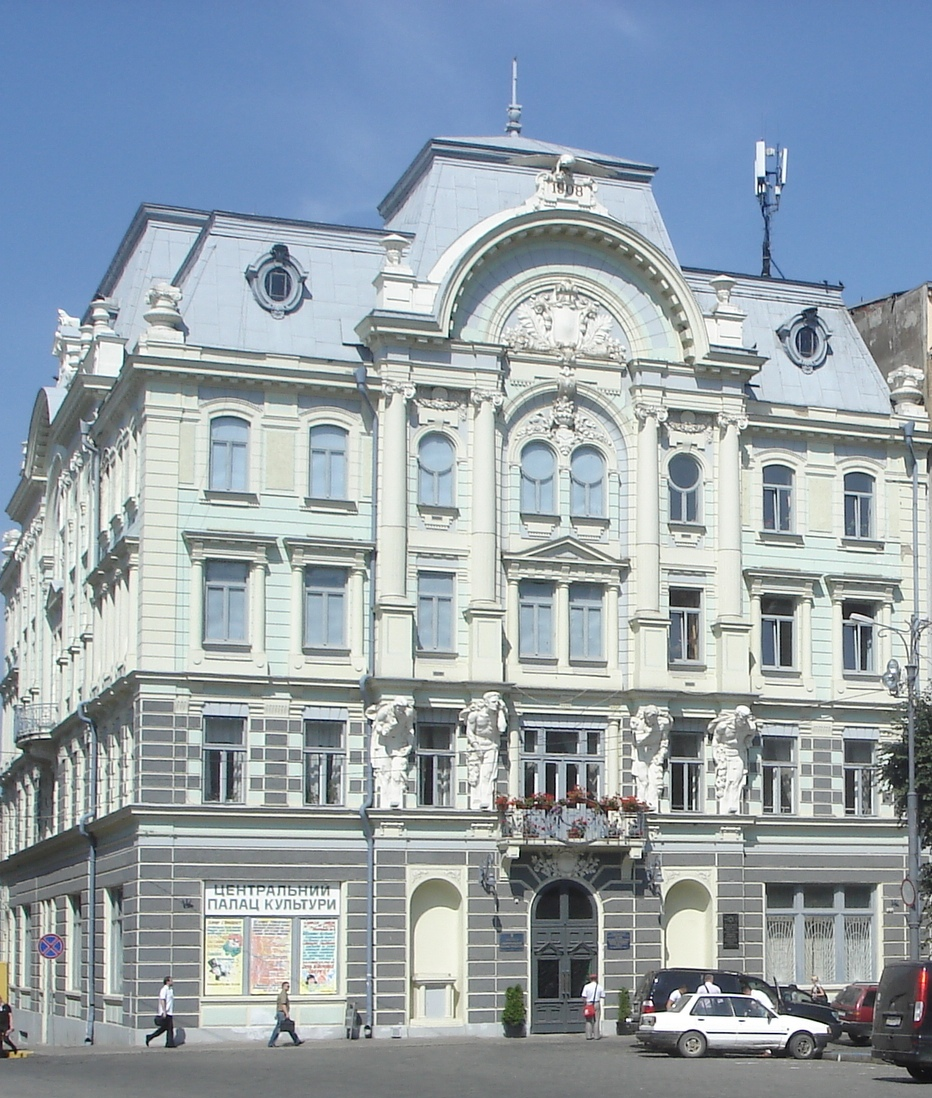
Єврейський народний дім у Чернівцях
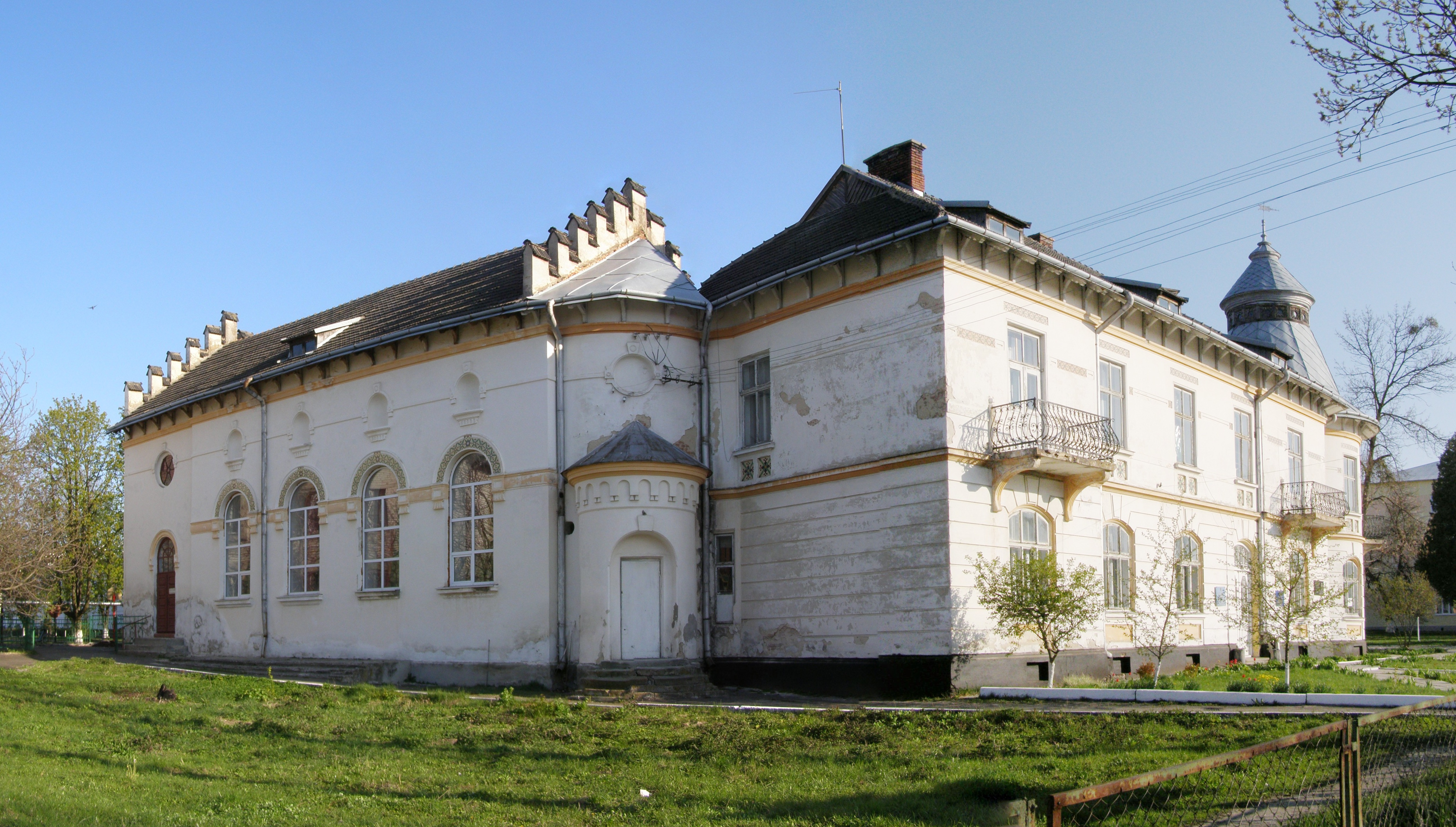
Народний дім, Радехів